# Ystrad Meurig
Ystrad Meurig är en  community i Storbritannien.   Den ligger i kommunen Ceredigion och riksdelen Wales, i den södra delen av landet, 270 km väster om huvudstaden London. 